# Palazzo comunale (Cesena)
Pour les articles homonymes, voir Palazzo comunale.
Le Palazzo Comunale ou Palazzo Albornoz, de Cesena, une des façades de la Piazza del Popolo ; fut construit par le cardinal espagnol Gil Álvarez Carrillo de Albornoz à partir du milieu du XIVe siècle. L'édifice d’aujourd’hui englobe deux structures bien plus antiques : le Palatium Vetus et Palatium Novum.
L'intérieur contient des fresques et des salons remarquables dont la très belle « Sala degli Specchi » (salle des miroirs), avec du mobilier du XVIIIe siècle. La salle du Conseil contient plusieurs œuvres de peintres et sculpteurs d’une grande valeur artistique.

## Historique

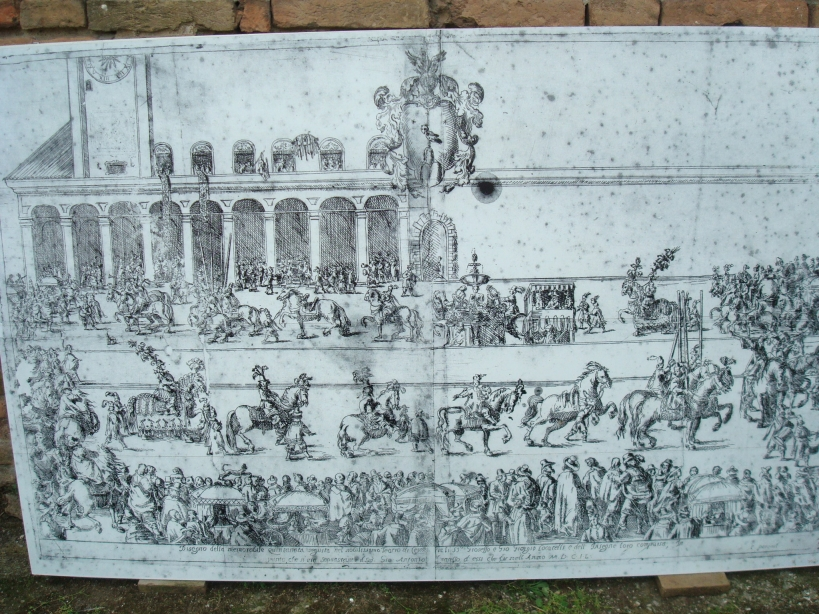
Joutes devant le Palazzo. À noter les arcades et le beffroi où sera installée l'horloge

Dans la Cesena pré-Malatestiana, le pouvoir politique et le pouvoir religieux se partagèrent le moindre espace.

Entre 1401 et 1403, le Palazzo del Ridotto fut érigé pour accueillir l’Assemblée des Conservateurs ainsi que les autres services représentatifs de la communauté : Chancelier, Assemblée des Sages (des Anciens), Conseil. Cette situation dure jusqu’en 1722, quand les services communaux furent déplacés dans le nouveau grand palais de la Piazza Maggiore.

Cet édifice trouve ces origines dans un ancien Palatium Vetus qui, à cette époque, accueillait le Gouverneur Pontifical. Entre 1359 et 1362, le légat pontifical, le cardinal Egidio Albornoz, fit construire un nouveau Palais du Gouverneur (Palatium Novum) ou se trouve aujourd’hui l’Hôtel de ville (d’où le nom de Palazzo Albornoz).
Avec les Malatesta les deux palais devinrent la résidence des seigneurs et de leur cour. Avec la chute de la Seigneurie, la nouvelle Rocchetta di Piazza (Cesena) confère un aspect totalement nouveau à l’édifice qui sera modifié en 1523 par l’ouverture de la galerie.
Au cours du XVIIIe siècle, le Palazzo Albornoz prend son aspect actuel et se détache définitivement, même architecturalement, de la Piazza del Popolo. Au retour des services communaux du Palazzo del Ridotto en 1722 l’ensemble de l’édifice fut soumis à d’importants travaux de restauration dans le style néoclassique, en 1747 deux balcons furent ajoutés sur la façade du palais, en 1755 l’horloge fut installée sur la tour et surmontée d’un beffroi, en 1777 le nouveau portique fut construit.

En 1854 le forum fut construit derrière le Palazzo Comunale, transformé en marché couvert en 1961, puis une statue de la Vierge fut installée sur la façade en 1940.

## Galerie de photos

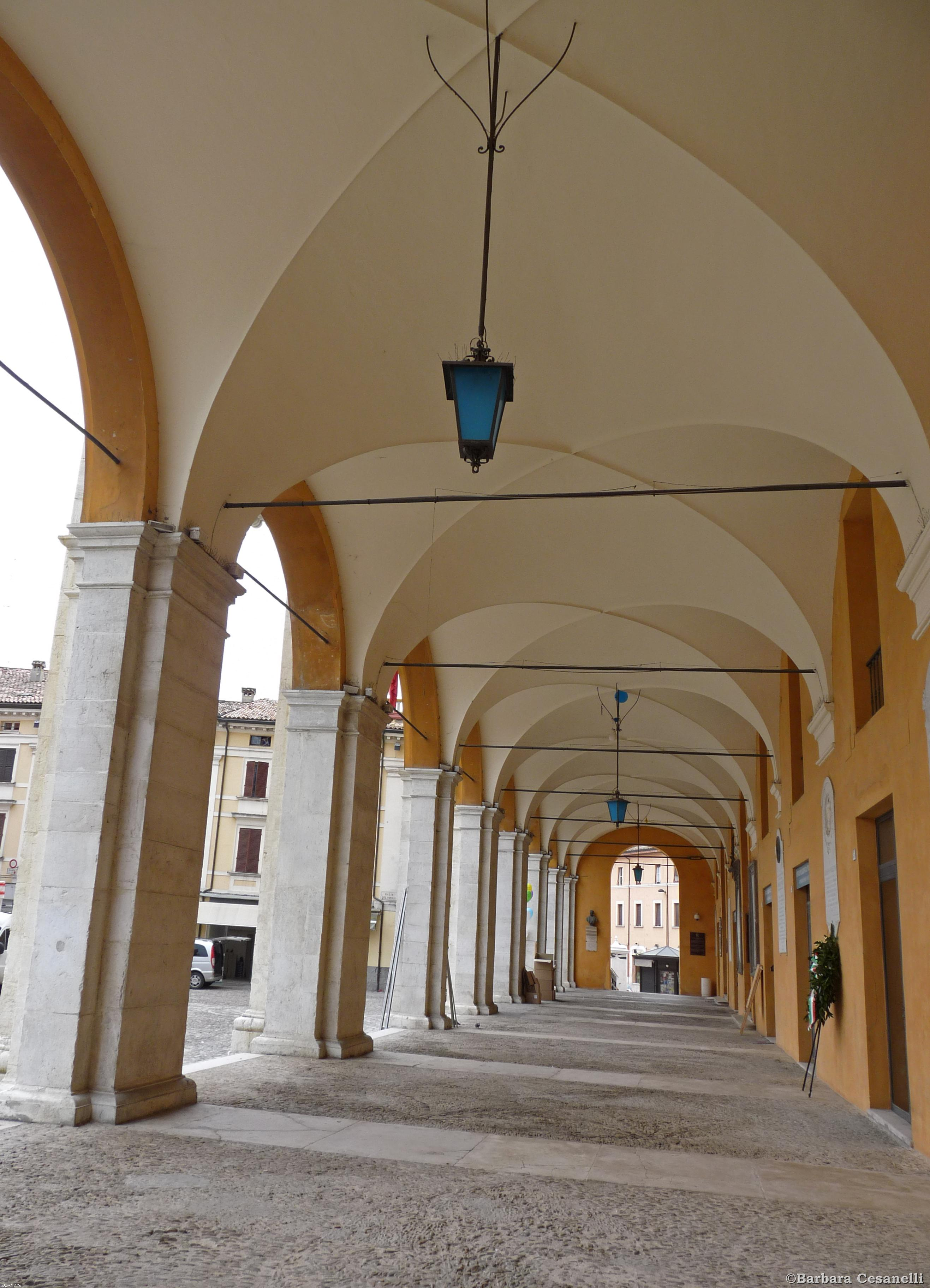
Galerie d'arcades sur la place
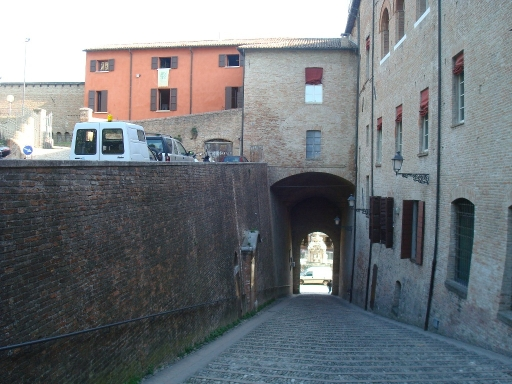
Services administratifs à l'rrière du Palazzo
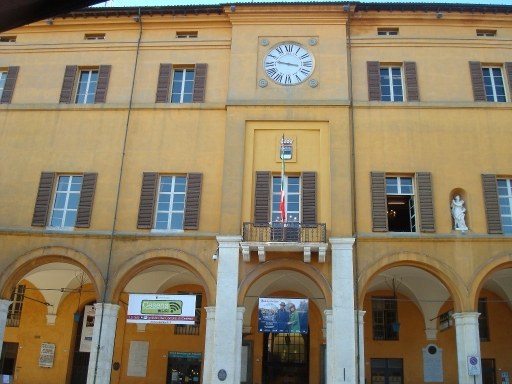
Façade donnant sur la Piazza del Popolo
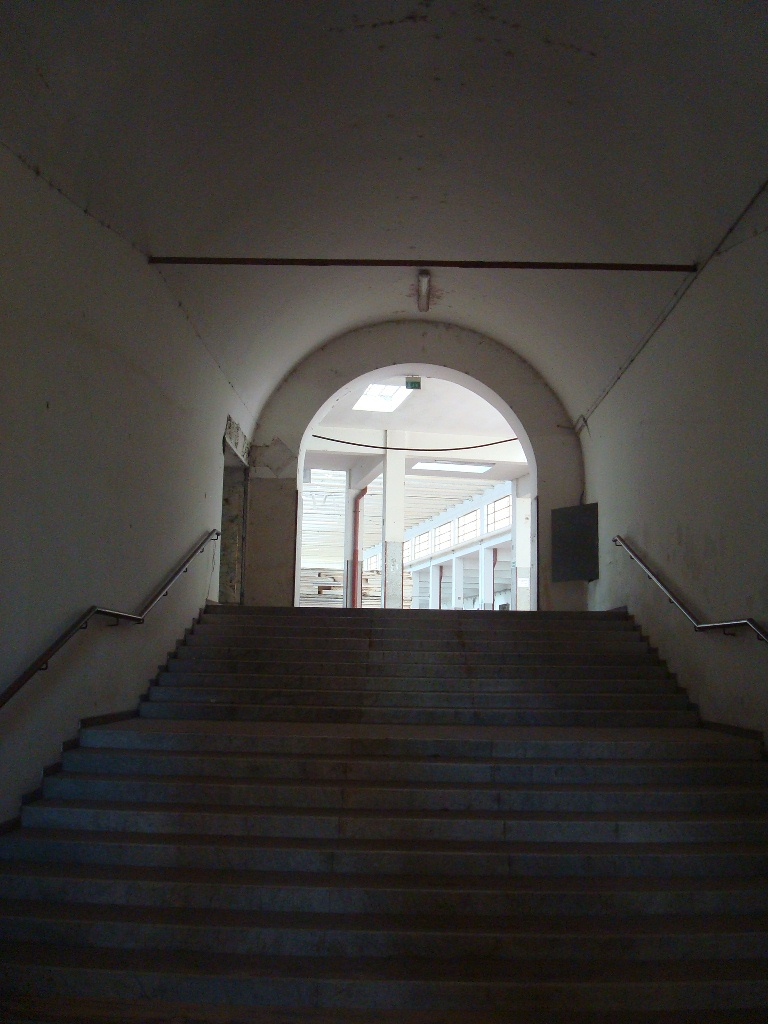
Montée d'escalier au marché couvert

## Architecture

### Architecture externe
Actuellement le Palazzo Comunale présente extérieurement une ample et sobre façade donnant sur la Piazza del Popolo et caractérisé par une galerie ouverte, constituée de dix arches à voûtes croisées, le tout légèrement surélevé par rapport au niveau du sol.

Au premier étage entre la cinquième et sixième fenêtre, une niche abrite la statue de la vierge du XVIe siècle.

Au-dessus de l’entrée principale se trouve une grande horloge à la numérotation romaine.

Le fronton de l’édifice, tourné vers le marché couvert, correspond à la façade antique de l’Hôtel de Ville (Palazzo Comunale), qui révèle des traces d’éléments structurels et décoratifs : deux arches au niveau du sol, en partie murées et percées de fenêtres, et cinq arches murées qui constituaient, dans le passé, une loggia surmontée des restes d’un meneau de style gothique avec un beau motif décoratif quadrilobe entre une corniche circulaire.

Le palazzo continue avec la Caserma Ordelaffi, reprenant un peu le style médiéval avec bandes lombardes à arc au-dessus des fenêtres.

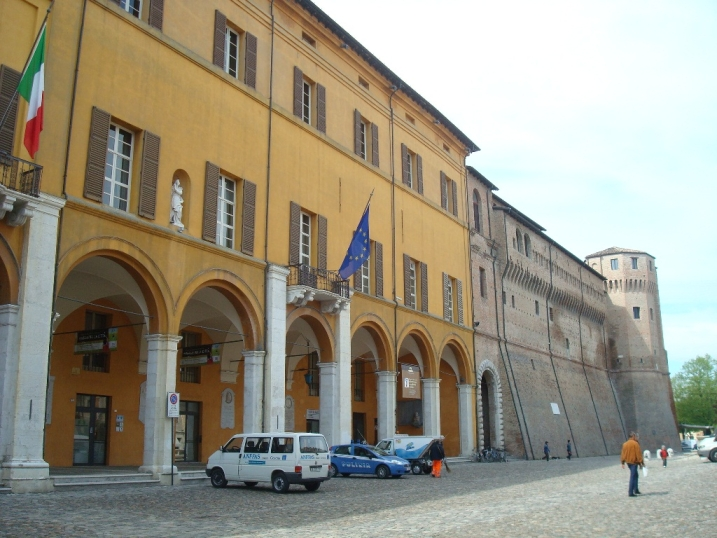
Le Palazzo et la Rocchetta
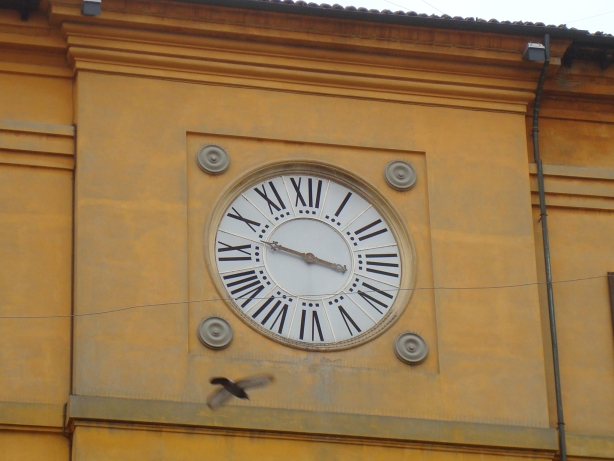
L'horloge
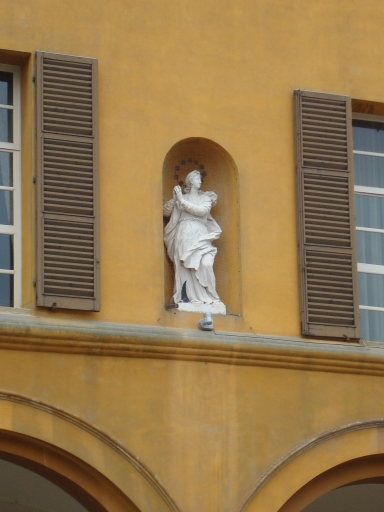
La statue de la Vierge
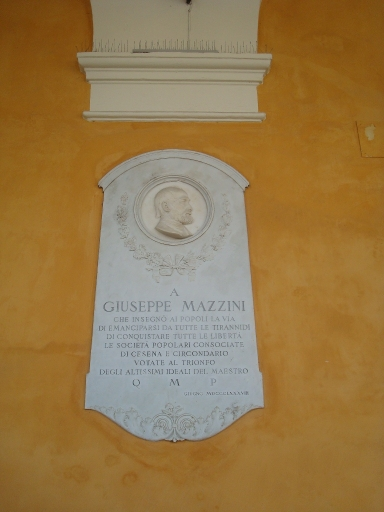
L'hommage à Giuseppe Mazzini

### Architecture interne
Un important escalier conduit au salon d’honneur, aux parois couvert de médaillons représentant les personnages illustre de la cité.

Parmi les plus belles pièces encore visibles aujourd’hui, se trouve la "Sala degli Specchi" (salle aux miroirs), qui doit son nom aux miroirs fixés la long des parois, d’ameublement de style Louis XVI, à la tapisserie et au lampadaire en verre de Murano.

#### Le hall d’entrée et l’escalier
À l’intérieur, au-delà du hall d’entrée, caractérisé par deux voûtes, une croisée et une à berceau, séparées par un arc brisé en tiers-point, on accède au premier étage par un grand escalier à rampes parallèles composé de quarante six marches de pierre grise. Au sommet de l’escalier se trouvent deux portes de bois : celle de droite mène au salon, alors que celle de gauche est  peinte en trompe-l'œil pour raison de symétrie.

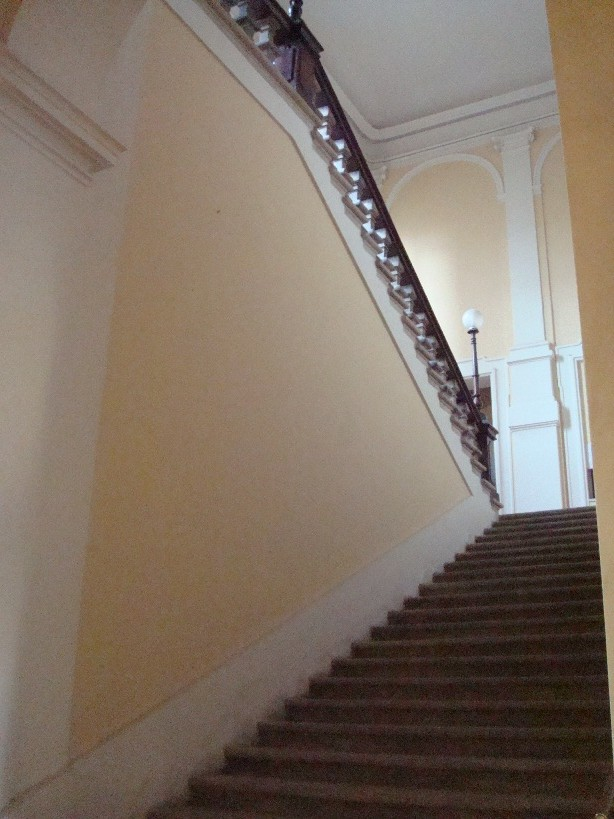
Escaliers à l’entrée
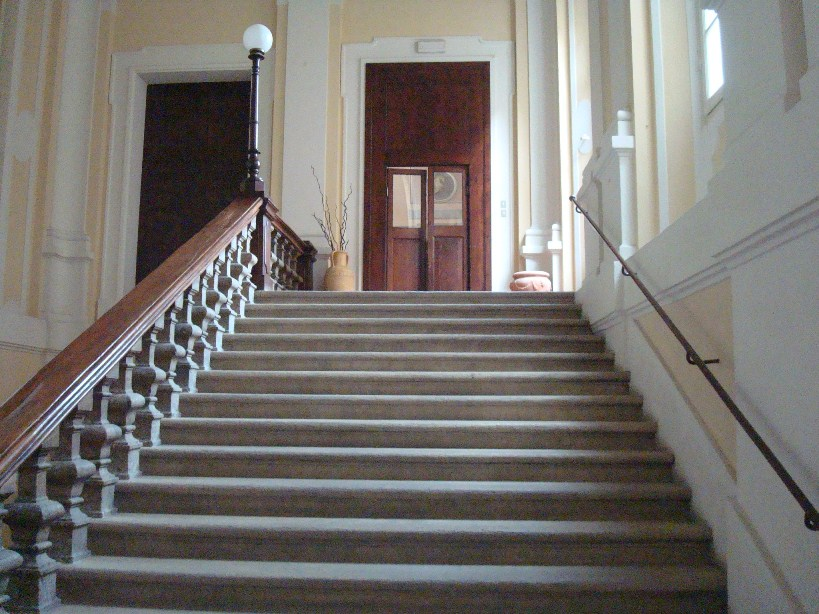
Escaliers vers la grande salle

#### Galerie d'Honneur
La Galerie d’Honneur, avec sa double hauteur, représente la plus grande salle du palais en plan quadrangulaire et un plafond orné d’un ciel avec des angelots volant autour de l’emblème de la ville. La jonction du plafond et des murs est composée de décorations florales peintes.

Les parois de la galerie sont ornées de colonnes peintes qui arrivent jusqu’aux fausses moulures et les portes sont surmontées de corniches de plâtre..

Les quatre parois sont recouvertes des portraits des personnalités illustres de la ville, en forme de médaillons réalisés en stuc ainsi que les bustes du pape Clément XII, Gaspare Finali et Luigi Carlo Farini. Sur une paroi se trouve la plaque commémorative de la lettre que le pape Pie VI a adressée aux Conservatoires de Cesena le jour de son élection le 15 février 1775, sur les règles de conduite à tenir durant les festivités en son honneur dans sa ville natale.

Le centre de la pièce est orné d’une mosaïque d’époque romaine provenant de la Domus di Piazza Fabbri.

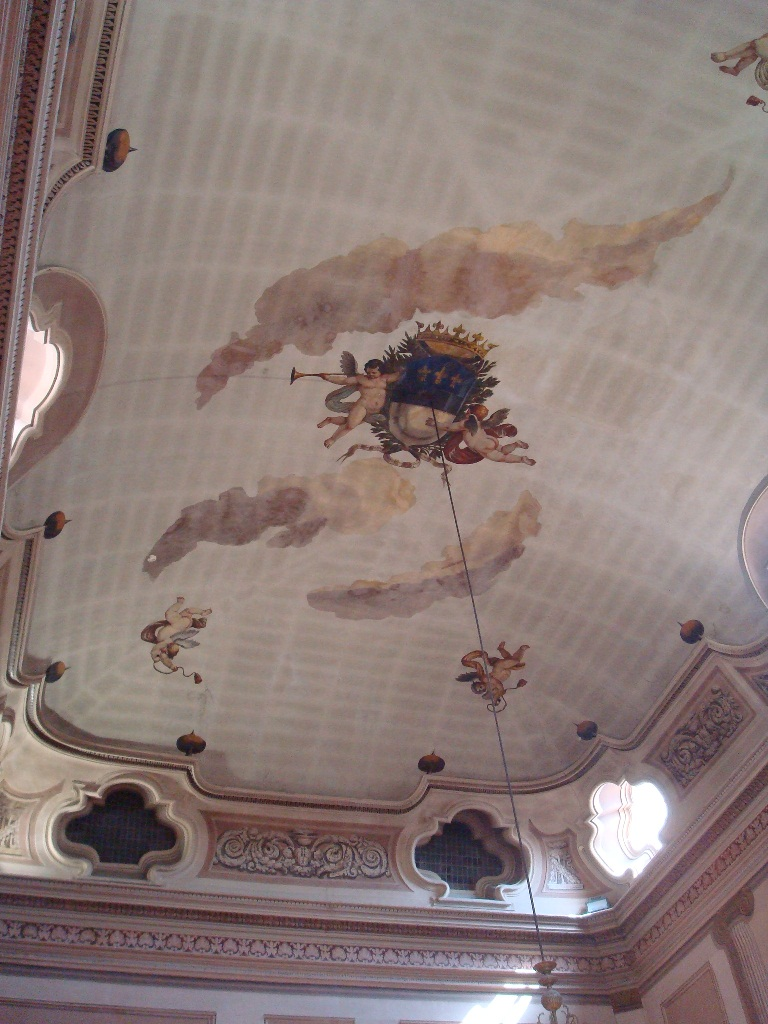
Détails du plafond
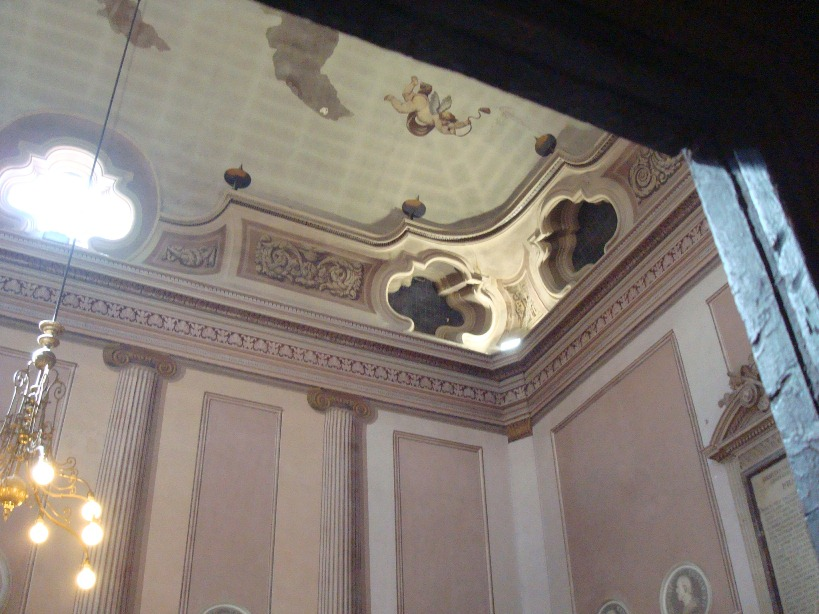
Fresque au plafond
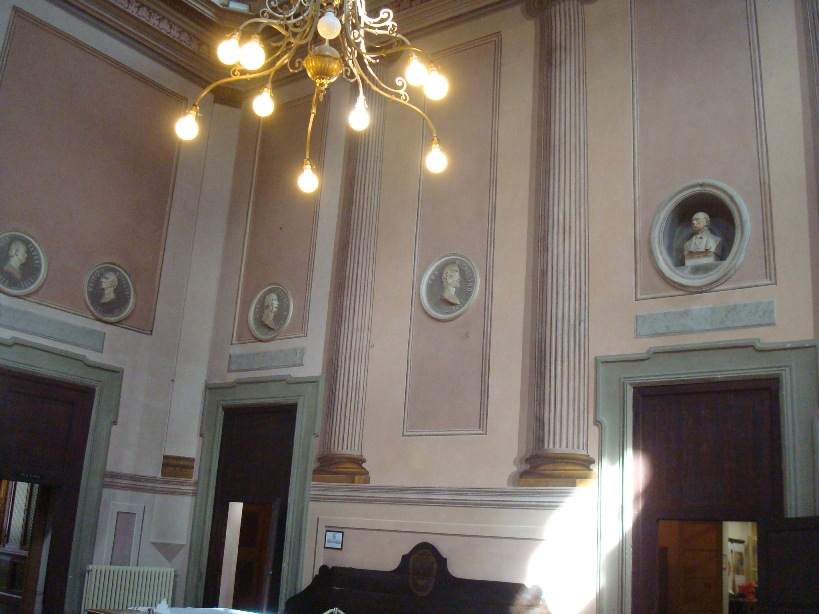
Fresques et bustes
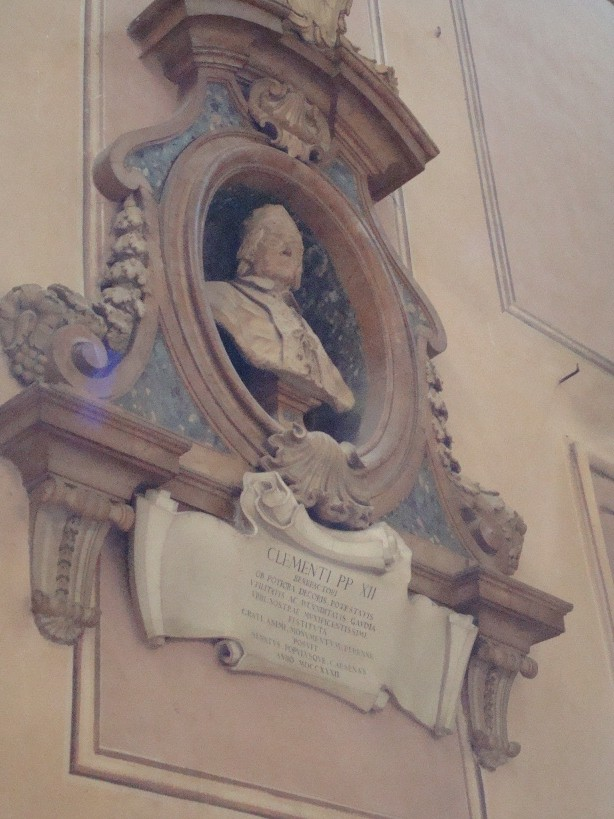
Buste
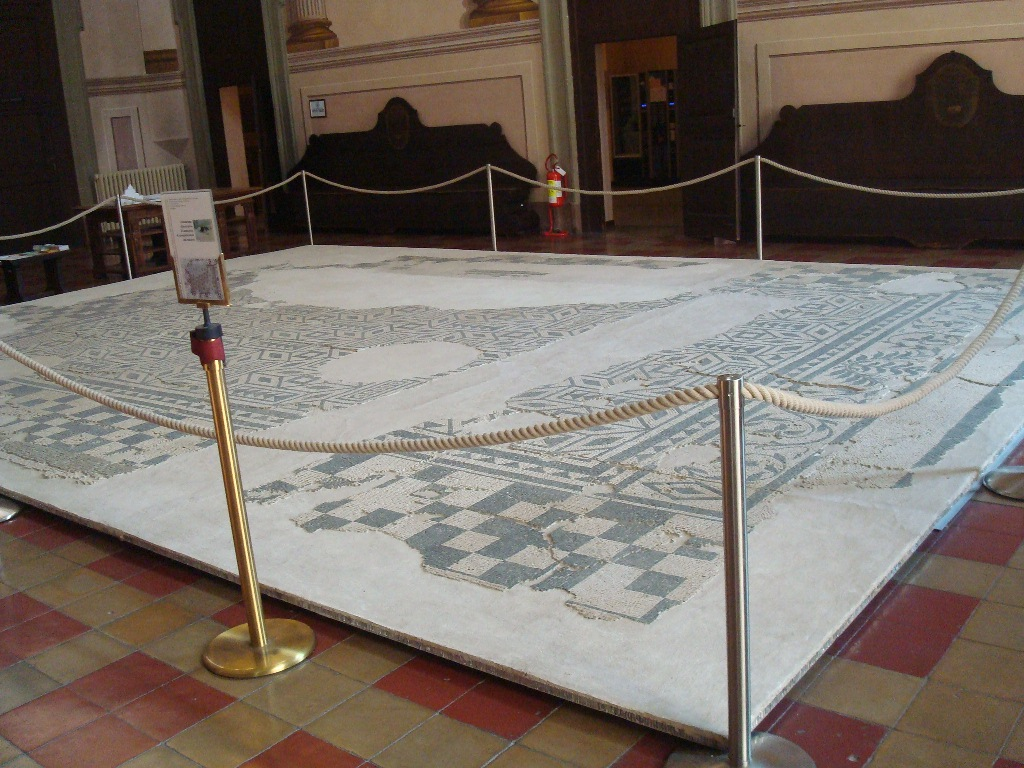
La grande mosaïque
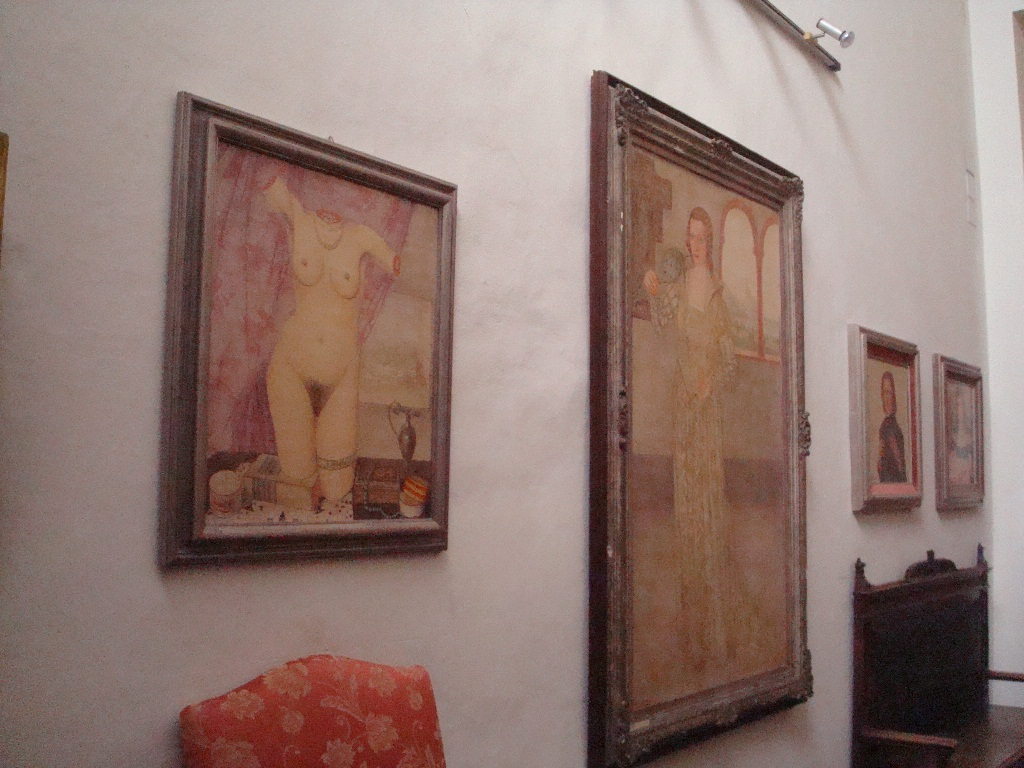
tableaux anciens (couloir)
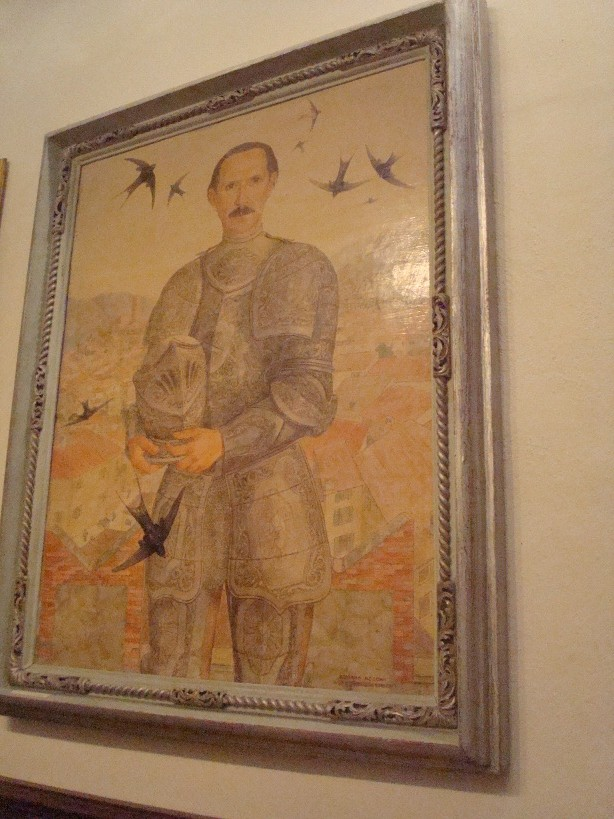
Tableau ancien (couloir)
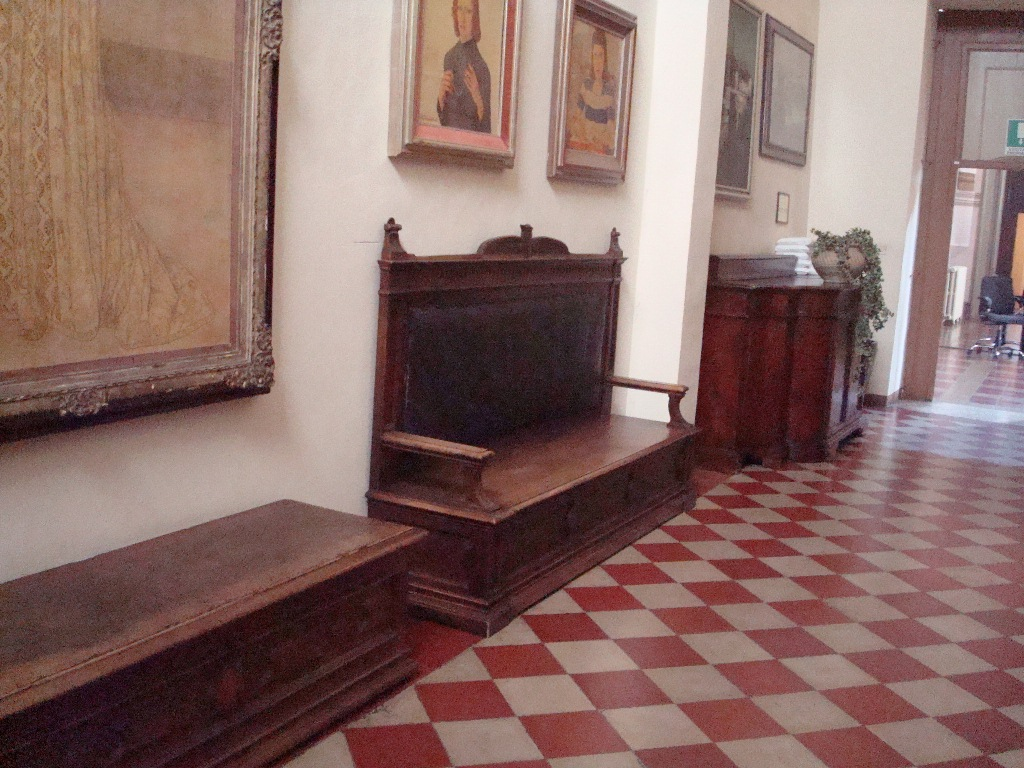
Meubles Anciens (couloir)
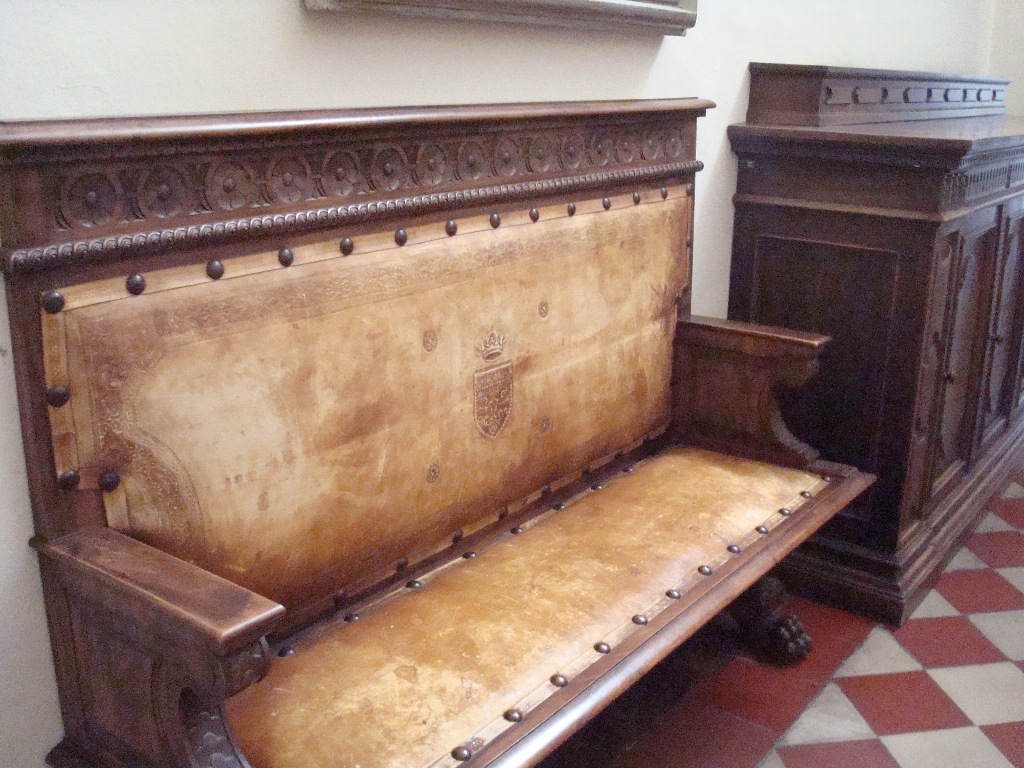
Meubles anciens (couloir)
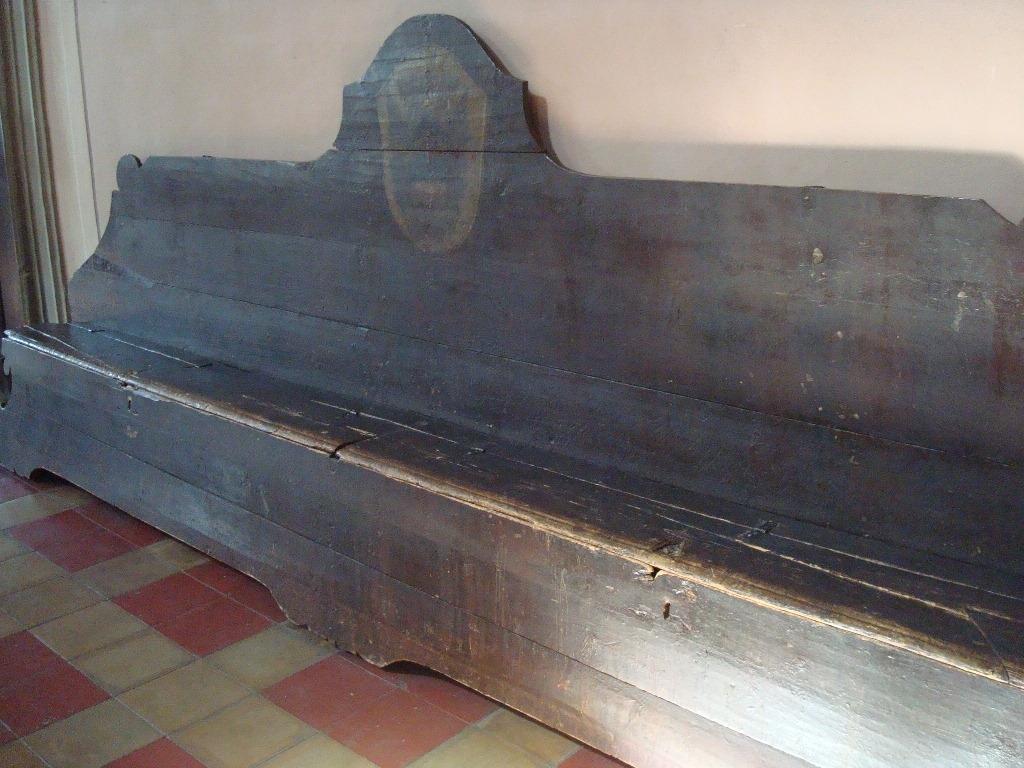
Banc ancien (grande salle)

#### Salle des miroirs
Ambiance de grand prestige dans la Sala degli Specchi (salle des miroirs), qui prend le nom des miroirs de diverses dimensions qui ornent l’ensemble. Les parois sont recouvertes de tapis de soie, le plafond à voûtes est décoré de corniches et dessins en dorure qui se poursuivent jusqu’au centre de la salle, d’où pend un lampadaire de style Louis XVI et des meubles de bois doré. Adossé à la paroi interne séparant la salle du couloir, se trouve une grande cheminée de pierre et marbre.
Sur les longues parois de la pièce, deux miroirs de grande dimension se font face : le premier surmonte la cheminée alors que le second est situé entre les deux fenêtres qui donnent sur la Piazza del Popolo. Ce dernier, en particulier, est surmonté d’un baldaquin décoré de bleu et or, avec un cartouche contenant une maxime adressée aux gouverneurs du XVIIIe siècle, mais encore valable aujourd’hui, où l’on peut lire:

“Rappelez-vous que gouverner des hommes, que vous gouvernez selon les lois, que vous ne gouvernerez pas toujours.”

La salle, dans laquelle la bannière de la ville est conservée, est utilisée aujourd’hui pour les représentations et pour les mariages.

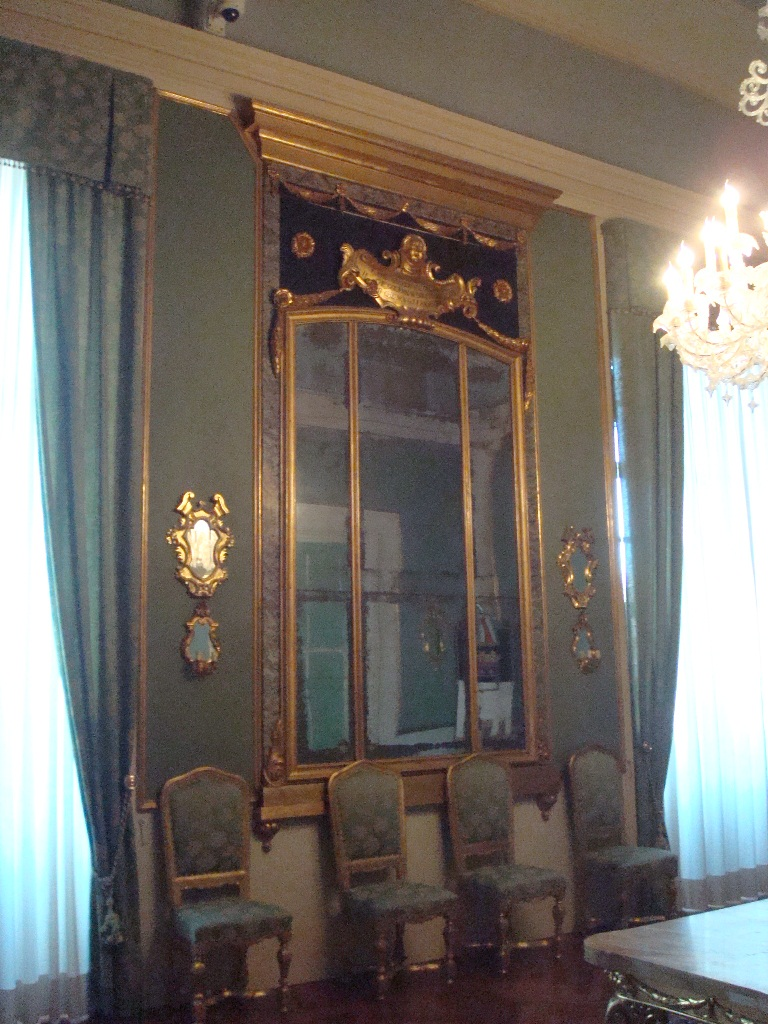
Salle des miroirs (côté piazza)
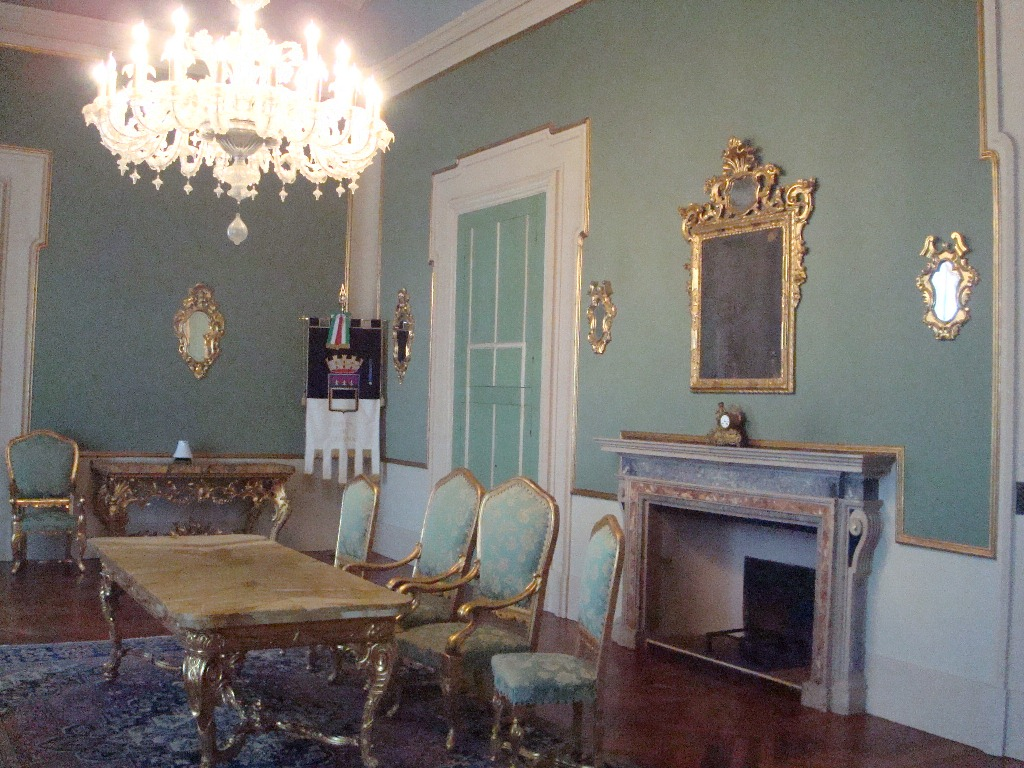
Salle des miroirs
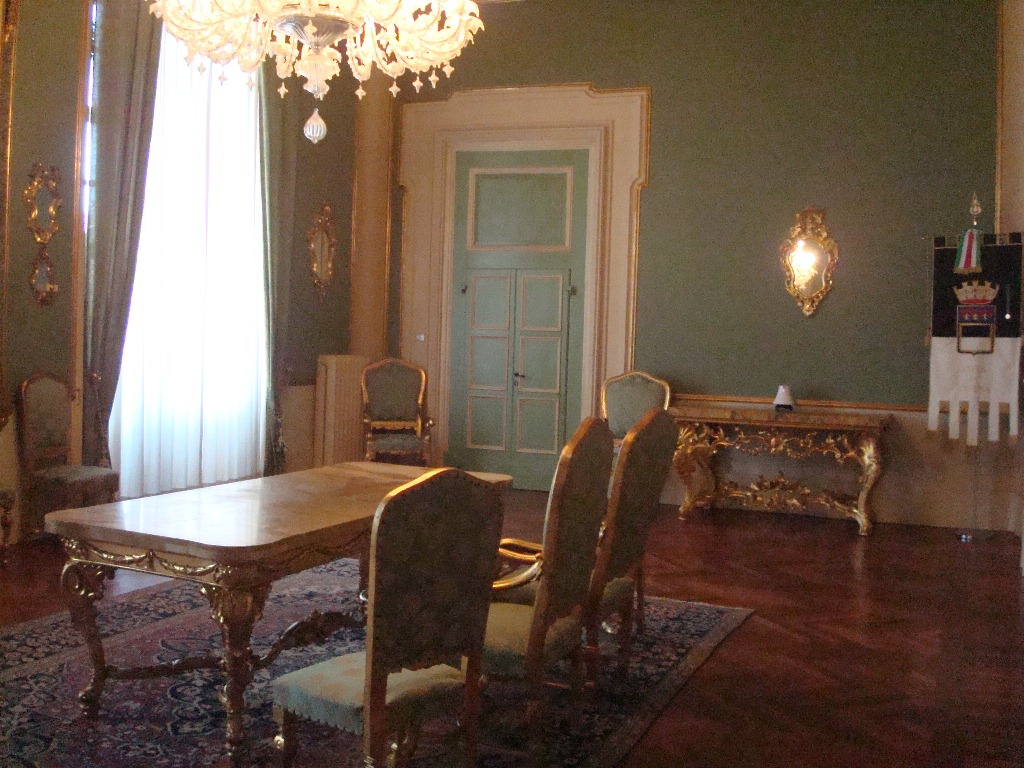
Salle des miroirs

#### Traces de l’ancien palais
Au troisième étage, dans le secteur de l’urbanisme, se trouvent les traces de l’ancien palais. Dans un couloir se trouve un plafond à caissons de bois non peint et fermes de toiture apparentes. La partie supérieure des parois est recouverte de moulures et de fresques peintes à motif végétal alternées de scènes de la vie quotidienne, champêtre, de chasse et de paysages.
La pièce voisine de la Caserma Ordelaffi est surmontée d’un plafond à caissons et lambris de bois richement décorés de motifs végétaux monochromes. Sur la partie supérieure des parois les fresques sont à représentation végétale à l’intérieur d’un cadre architectural. Un peu plus bas, des angelots soutiennent quatre écussons appartenant aux papes Paul III, Pie IV, Grégoire XIII et Clément VIII.

## Sources
- (it) Cet article est partiellement ou en totalité issu de l’article de Wikipédia en italien intitulé « Palazzo Comunale (Cesena) » (voir la liste des auteurs).